# Bela Rakosi
Barun Bela Rakosi je izmišljeni lik iz stripa Zagor. On je vampir koji dolazi iz Mađarske.

## Životopis

### Europa
Rakosijevo prezime je zapravo Korasi ali ga je po vampirskim običajima anagramski obrnuo u Rakosi. Rakosi je star barem 700 godina. U 17. stoljeću zagledao se u transilvansku groficu Yleniju Vargu te ju odabrao da mu bude družica u vječnom životu. Preobrazio ju je u vampira a kada ju je njen zaručnik Alexander Wallace pokušao spasiti, Rakosi ga je ubio. Rakosi i Ylenija su se razišli na krunidbi austrijske carice Marije Terezije u Beču 1740. godine. Rakosi je nakon toga još otprilike stoljeće lutao Austro-Ugarskom no kako više nije želio riskirati život u ratovima, pobunama i kontrarevolucijama, preselio je u Sjevernu Ameriku. 

### Prvi sukob sa Zagorom
Naselio se u blizini gradića Fairmont i počeo hraniti krvlju njegovih stanovnika. Namjeravao je i mladića Alberta Parkmana preobraziti u vampira no u zadnji tren ga je spriječio Zagor. Borba koja je uslijedila između njih dvojice potrajala je do zore i na dodir sunčevih zraka, Rakosijevo tijelo se raspalo u prah.

### Drugi sukob sa Zagorom
Rakosi je bio mrtav ali njegovi sluge su uzeli njegove ostatke i odjeću te u noći punog mjeseca, uz pomoć čarobnog obreda, uspjeli ga oživjeti. On je zatim zavladao gradićem Bergville i njegove stanovnike pretvorio u svoje robove tj. stvorenja slična vampirima bez slobodne volje. No u tom gradu je živio i Parkman sa svojom ženom Aline koju je Rakosi odabrao za družicu. Zagor i Parkman su napali Rakosija upravo u trenutku kada je pokušavao ubiti Aline te je Parkman pogodio Rakosija kolcem u srce te je ovaj nestao u rijeci.

### Treći sukob sa Zagorom
Kolac nije ubio Rakosija ali on je dospio u stanje slično komi te je bio nesposoban micati se dok ga je rijeka nosila. Malo prije zore vir je povukao Rakosija i on je završio u podzemnoj pećini kojom je rijeka prolazila. Ondje su se njime hranili štakori dok ga nije spasila poludjela gospođa Fairchild smatrajući ga za svog davno umrlog muža. Ona ga je odvela u svoju kuću u Black Townu, napuštenom rudarskom gradu. Rakosi se ondje oporavio te mu se ondje prudružila i Ylenija dovodeći mu Zagorovu ljubav, barunicu Fridu Lang, i pukovnika Ferenca Korasija, lovca na vampire i dalekog Rakosijevog potomka. Zagor se uspio uvući u Rakosijevu grobnicu te osloboditi Fridu i pukovnika Korasija. U konačnom obračunu Ylenija se okrenula protiv Rakosija te je u borbi sa Zagorom Rakosi završio u plamenu. No moguće je da je preživio jer je viđena sjena u obliku šišmiša kako napušta zapaljenu kuću.

### Četvrti sukob sa Zagorom
Ova epizoda je u pripremi i treba izaći kroz nekoliko godina u Italiji.

## Zanimljivosti
- Barun Rakosi je vampir, i kao svako nemrtvo stvorenje posjeduje mnoge moći koje se vežu za tu vrstu. Može se pretvoriti u šišmiša, posjeduje nadljudsku snagu i velike hipnotičke moći. Također boluje od uobićajenih slabosti vampira. Ranjiv je na sunčevo svijetlo i svete predmete a moguće je da je ranjiv i na srebrne metke. Preko dana mora spavati u lijesu iako može i bez njega i mora se hraniti krvlju.
- U svom prvom susretu s Rakosijem, Zagor se savjetuje s doktorom Metrevelicom koji mu priča o svojim susretima s vampirima dok je boravio u Jugoslaviji, koja tada, u prvoj polovici 19. stoljeća, nije postojala.
- U jugoslavenskom izdanju stripa, Rakosija se naziva Baron Rakon.
- Kronološki, barun Rakosi se pojavljuje u epizodama:
  - Extra Zagor, u izdanju Ludensa: 93 Tjeskoba, 94 Zagor protiv vampira, 95 Tragična zora, 193 Narod noći, 194 Povratak vampira, 195 Kraljevstvo tame, 196 Užasna zaraza
  - Zagor, u izdanju Zlatne serije: 611 Zagor protiv barona, 612 Noć demona, 613 Raskrinkani vampir
  - Zagor, u izdanju Slobodne Dalmacije: 61 Vampir, 62 Tajna Fride Lang, 63 Princ noći
  - Klasik Zagor, u izdanju Ludensa: 18 Zagor protiv vampira
  - Klasik Zagor, u izdanju ludensa: 51 Narod noći